# Robert Mistrík
Robert Mistrík (* 13. srpen 1966, Banská Bystrica) je slovenský chemik, vědec, podnikatel a politik, který kandidoval na prezidenta Slovenské republiky.

## Životopis

### Dětství a vzdělání
Robert Mistrík se narodil 13. srpna 1966 v Banské Bystrici, kde prožil své dětství. Maturoval na Gymnáziu Jozefa Gregora Tajovského v Banské Bystrici a v roce 1991 absolvoval Chemicko-technologickou fakultu Slovenské vysoké školy technické v Bratislavě, obor analytická chemie.[zdroj⁠?!] Po úspěšném doktorském studiu na vídeňské univerzitě v Rakousku mu byl v roce 1994 udělen akademický titul Dr. (PhD.). Ve vědecké práci pokračoval jako hostující vědec na National Institute of Standards and Technology (NIST), Gaithersburg, MD, USA.

### Kariéra
Mistrík v roce 1998 založil technologickou firmu HighChem, působící v oblasti hmotnostní spektrometrie, metabolomika a chemických analýz, kterou dodnes vede. Působil jako člen vědecké řídící komise v konsorciu METAcancer zaměřeného na hledání biomarkerů rakoviny prsu. Je autorem patentu k identifikaci malých molekul včetně nových diagnostických markerů zákeřných chorob a původním autorem softwaru Mass Frontier, který se používá ve více než 2000 vědecko-výzkumných a průmyslových laboratořích na celém světě. Vede vývoj cloudové databáze spektrálních stromů s názvem mzCloud, umožňující identifikaci lidských metabolitů léčiv, dopingových látek , environmentálních kontaminantů, drog a omamných látek.
V roce 2009 se stal laureátem vědecké ceny "Hlava roku" za nejvýznamnější inovaci. V roce 2012 byl zvolen a v roce 2014 znovuzvolen členy mezinárodní Metabolomics Society za jednoho z ředitelů.
Je spoluautorem metody prohledávání hmotnostních spekter přes Google, která byla publikována v Nature Biotechnology, v jednom z nejvýznamnějších vědeckých časopisů. Byl to počin, který se podařil vědci ze slovenské instituce po 14 letech.
Přednášel na mnoha vědeckých konferencích a sympoziích po celém světě a je autorem komentářů v Deníku N a na portálu aktuality.sk.

## Občanské aktivity

### Politická činnost
V roce 2009 spoluzakládal politickou stranu Sloboda a Solidarita, jejímž členem byl do roku 2012.

### Kritika eurofondů
Jako jeden z mála vědců se v létě 2017 otevřeně postavil proti skandálním praktikám přidělování eurofondů Ministerstvem školství v objemu 600 milionů eur a kritiku i veřejně adresoval odpovědným osobám a institucím. Následné výsledky kontroly NKÚ potvrdily závažné zjištění, na které Mistrík poukazoval. V roce 2017 veřejně vystoupil proti působení organizovaných skupin ve strukturálních fondech EU a upozornil, že peníze se nedostávají těm, kteří dělají skutečný výzkum a posouvají Slovensko dopředu, ale skupinám, které nazval „eurofondová mafie“.

### Matej Tóth
V roce 2017 byl Robert Mistrík jedním z členů mezinárodního odborného týmu, který vyvrátil podezření z dopingu Matěje Tótha, olympijského vítěze a nejlepšího slovenského sportovce za rok 2016. Mistrík vedl i domácí veřejnou prezentaci odborných argumentů prokazující nevinu Matěje Tótha, který byl zbaven všech podezření a očištěný Slovenský atletickým svazem a následně i mezinárodní atletickou federací IAAF.

### Kandidatura na prezidenta Slovenské republiky
Dne 15. května 2018 oznámil svoji kandidaturu na prezidenta Slovenské republiky v roce 2019, Dne 26. února 2019 se kandidatury vzdal a vyzval k podpoře Zuzany Čaputové.

## Ocenění
- Laureát ceny Hlava Roku 2008 za nejvýznamnější inovaci
- 1. ledna 2018 mu prezident Andrej Kiska udělil Pribinův kříž I. třídy.
- Mimořádné poděkování VSC Dukla Banská Bystrica k očištění jména olympijského vítěze Matěje Tótha [26]